# The Sea Urchin
El erizo de mar es un cortometraje romántico mudo de 1913 dirigido por Edwin August y protagonizado por Jeanie MacPherson y Lon Chaney. La película incluye el primer papel protagonista de Lon Chaney en el cine y el debut en la pantalla de MacPherson. La historia se centra en un pescador jorobado, que encuentra una niña y la cría con la intención de hacerla su esposa cuando sea mujer. La película fue estrenada el 22 de agosto de 1913. El film se presume perdido.

## Trama
"Barnacle" Ben, un pescador jorobado, encuentra una niña pequeña atada al mástil entre los restos de un naufragio. La lleva a su cabaña y la cuida. Pasan diez años y la superviviente se ha convertido en una bella joven que promete casarse con él, por gratitud. Un guapo joven llega al pueblo y el pescador le da trabajo. El forastero y la joven se enamoran, pero ella, recordando su promesa, le dice que no pueden casarse. El pescador los ve abrazándose y enojado, amenaza al joven con un cuchillo. Al día siguiente, los tres salen a pescar y se inicia una discusión que termina en pelea. Durante el forcejeo entre los hombres, el bote vuelca y el mar arrastra a la chica. Los dos se lanzan a buscarla infructuosamente. El joven acaba agotado en la orilla pero Ben la encuentra sobre una roca y nada con ella hasta la arena. La joven abraza al forastero en cuanto lo ve y Ben, dándose cuenta de su mutuo amor, echa su bolsa al hombro y se va de sus vidas.

## Reparto
- Jeanie MacPherson como La Chica[4]
- Lon Chaney Como Barnacle Bill / Barnacle Ben[1][2]
- Robert Z. Leonard como El Chico / Bob

## Producción
La película de Powers Picture Plays fue dirigida por Edwin August y distribuida por Universal Film Manufacturing Company. El número de producción de la película era 0101. El guion fue escrito por Jeanie MacPherson que también interpretó a La Chica. Simon Louvish, autor de Cecil B. DeMille: A Life in Art, declara que este guion sin acreditar fue el primero escrito por MacPherson. Louvish también se refiere a esta película como de dos carretes (30 minutos). Lon Chaney y Robert Z. Leonard habían trabajado previamente juntos para la Ferris Hartman Troupe. Tres años antes del estreno del film, los dos estaban produciendo comedias musicales para la Troupe. En 1918, Leonard dirigiría a su entonces esposa, Mae Murray, y a Lon Chaney en Danger, Go Slow.

## Estreno y legado
La película fue lanzada el 22 de agosto de 1913. The Moving Picture World dijo que la película era una oferta memorable ofreciendo escenas vívidas a lo largo de una costa pintoresca. En un anuncio en Rushville, Indiana la película fue anunciada como la "historia de amor y renuncia de un jorobado". La película fue también anunciada, quizás alternativamente o erróneamente, como Los erizos de mar. Los anuncios para la película incluyeron teatros en Pensilvania, Texas, Kansas, Luisiana, Indiana, Utah, y Nueva York.
La película es importante por incluir el primer papel protagonista de Lon Chaney. Curiosamente, el personaje muestra una particularidad física, al igual que sus posteriores papeles más conocidos. Martin F. Norden, autor de The Cinema of Isolation: A History of Physical Disability in the Movies, indica que la trama sigue los estándares que entonces prevalecían en la industria cinematográfica sobre personajes discapacitados, donde la figura "noblemente" se retira de la relación después de tramar venganza y entonces salvando a su amada. Norden cita una frase de Chaney, diciendo que esta película hizo a Chaney darse cuenta de que "la pantalla era más interesante que el escenario". La película se considera perdida. Se desconoce cuándo desapareció la última copia, pero si se encontraba en las bóvedas de archivos de la Universal, habría sido destruida intencionadamente junto con las copias restantes de películas mudas que se efectuó en 1948 para liberar espacio de almacenamiento.